# Serbischer Fußballpokal
Der serbische Fußballpokal, ist der nationale Fußball-Pokalwettbewerb für Männerfußball-Vereinsmannschaften in Serbien. Er wird seit 2006 jährlich vom Serbischen Fußball-Bund (FSS) veranstaltet und ist nach dem Gewinn der serbischen Meisterschaft der wichtigste Titel im nationalen Vereinsfußball. 
Serbischen Verein spielten zuvor um den jugoslawischen Pokal. Dieser Wettbewerb dauerte bis 2003. Nach der Auflösung Jugoslawiens im Jahr 1991 wurde ein neues Jugoslawien gegründet, welches aus den Teilrepubliken Serbien und Montenegro bestand. Sie behielt den Namen Jugoslawien bis 2003, als das Land seinen Namen in Serbien und Montenegro änderte. Diese Vereinigung dauerte bis 2006, als Montenegro seine Unabhängigkeit erlangte und somit aus dem Wettbewerb austrat. Seitdem ist der Pokal ein Turnier ausschließlich für Vereine aus Serbien.
Der Sieger des Pokals wird nach dem K.-o.-System ermittelt. Die Paarungen werden vor jeder Runde ausgelost. Für die erste Hauptrunde sind die 32 Vereine der SuperLiga und Prva Liga qualifiziert, dazu kommen fünf Mannschaften aus den unteren Ligen. Endet ein Spiel nach regulärer Spielzeit unentschieden, kommt es direkt zum Elfmeterschießen. Der Gewinner des Pokals bekommt einen Platz in der UEFA Europa League, wenn der Verein sich nicht bereits durch die Liga qualifiziert hat. Nach dem Zerfall Jugoslawiens wurde Serbien alleiniger Rechtsnachfolger der 1992 gegründeten Bundesrepublik Jugoslawien. Somit gelten alle gewonnenen Pokale als gültig und werden weiterhin in Fußballwertungen mit einbezogen.
Aktueller Pokalsieger 2025 ist Roter Stern Belgrad.

## Name
Von 1946 bis 1991 hieß der jugoslawische Pokalwettbewerb Marschal Tito Pokal, benannt nach dem damaligen jugoslawischen Staatspräsidenten Josip Broz Tito. Nach dem Zerfall Jugoslawiens im Jahr 1991 wurde ein neues Jugoslawien gegründet, welches aus den Teilrepubliken Serbien und Montenegro bestand, und der Wettbewerb hieß bis 2003 jugoslawischer Pokal. Ab 2003 bis 2006 hieß der Wettbewerb Serbien und Montenegro Pokal. Nachdem Montenegro seine Unabhängigkeit erlangte, wurde der Pokal in den serbischen Pokal umbenannt und ist seit 2006 ein Wettbewerb der serbischen Vereinsmannschaften. 

## Trophäe
Bevor das Turnier in seiner neuen Forma in der Saison 2006/07 begann, wurde vom Serbischen Fußball-Bund beschlossen, dass der Wettbewerb eine neue Trophäe erhalten sollte, und die von Roter Stern zuletzt gewonnene Trophäe landete schließlich ins Museum des großen Belgrader Vereins. Um ein neues Design zu kreieren, wurde ein Wettbewerb an der Universität der Künste in Belgrad vergeben, wo die jeweiligen Studenten ihre Kreationen entwarfen. Die serbischen Verband präsentierte die neue Trophäe am 11. Dezember 2006. Der Künstler Mihajlo Mlinar setzte sich gegen 50 anderen Studenten durch und gewann das Preisgeld von 250.000 Serbischen Dinar (ca. 23.000 €). Die Trophäe, die stark von Serbisch-Orthodoxen Christentum als auch von der Geschichte Serbiens inspiriert wurde, galt als die perfekte Trophäe für den größten Fußballpokalwettbewerb in Serbien. Am 15. Mai 2007 gewann Roter Stern Belgrad das im Partizan-Stadion ausgetragene Finale gegen Vojvodina Novi Sad und war somit die erste serbische Mannschaft die den neu designte Pokal in Empfang nehmen durfte.

## Die Endspiele im Überblick
| Saison  | Sieger              | Ergebnis              | Finalist            |
| ------- | ------------------- | --------------------- | ------------------- |
| 2006/07 | Roter Stern Belgrad | 2:0                   | Vojvodina Novi Sad  |
| 2007/08 | Partizan Belgrad    | 3:0                   | FK Zemun            |
| 2008/09 | Partizan Belgrad    | 3:0                   | Sevojno Užice       |
| 2009/10 | Roter Stern Belgrad | 3:0                   | Vojvodina Novi Sad  |
| 2010/11 | Partizan Belgrad    | 02:1 *                | Vojvodina Novi Sad  |
| 2011/12 | Roter Stern Belgrad | 2:0                   | Borac Čačak         |
| 2012/13 | FK Jagodina         | 1:0                   | Vojvodina Novi Sad  |
| 2013/14 | Vojvodina Novi Sad  | 2:0                   | FK Jagodina         |
| 2014/15 | FK Čukarički        | 1:0                   | Partizan Belgrad    |
| 2015/16 | Partizan Belgrad    | 2:0                   | FK Javor Ivanjica   |
| 2016/17 | Partizan Belgrad    | 1:0                   | Roter Stern Belgrad |
| 2017/18 | Partizan Belgrad    | 2:1                   | FK Mladost Lučani   |
| 2018/19 | Partizan Belgrad    | 1:0                   | Roter Stern Belgrad |
| 2019/20 | Vojvodina Novi Sad  | 2:2 n. V. (4:2 i. E.) | Partizan Belgrad    |
| 2020/21 | Roter Stern Belgrad | 0:0 n. V. (4:3 i. E.) | Partizan Belgrad    |
| 2021/22 | Roter Stern Belgrad | 2:1                   | Partizan Belgrad    |
| 2022/23 | Roter Stern Belgrad | 2:1                   | FK Čukarički        |
| 2023/24 | Roter Stern Belgrad | 2:1                   | Vojvodina Novi Sad  |
| 2024/25 | Roter Stern Belgrad | 3:0                   | Vojvodina Novi Sad  |

* Das Spiel wurde später mit 3:0 für Partizan Belgrad gewertet.

### Rangliste der Sieger
| Verein              | Siege * | Jahr(e)                                        |
| ------------------- | ------- | ---------------------------------------------- |
| Roter Stern Belgrad | 8       | 2007, 2010, 2012, 2021, 2022, 2023, 2024, 2025 |
| Partizan Belgrad    | 7       | 2008, 2009, 2011, 2016, 2017, 2018, 2019       |
| Vojvodina Novi Sad  | 2       | 2014, 2020                                     |
| FK Jagodina         | 1       | 2013                                           |
| FK Čukarički        | 1       | 2015                                           |

* Nach dem Zerfall Jugoslawiens wurde Serbien alleiniger Rechtsnachfolger der 1992 gegründeten Bundesrepublik Jugoslawien. Somit gelten alle gewonnenen Pokale als gültig und werden weiterhin in Fußballwertungen mit einbezogen. Aktueller Pokalsieger  ist Roter Stern Belgrad mit 28 Titeln, davon  Sieben im Serbischen Pokal, gefolgt von Partizan Belgrad mit 16 Titeln, davon sieben serbische Pokale.